# Dolichopeza (Nesopeza) rahula
Dolichopeza (Nesopeza) rahula is een tweevleugelige uit de familie langpootmuggen (Tipulidae). De soort komt voor in het Oriëntaals gebied.